# Радованье (Орехово-Зуевский район)
Радова́нье — деревня в Орехово-Зуевском муниципальном районе Московской области. Входит в состав сельского поселения Новинское. Население — 13 чел. (2010).

## География
Деревня Радованье расположена в западной части Орехово-Зуевского района, примерно в 16 км к югу от города Орехово-Зуево. В 2 км к югу от деревни протекает река Понорь. Высота над уровнем моря 125 м. Ближайший населённый пункт — деревня Глебово.

## Название
Название связано с некалендарным личным именем Радован.

## История
В 1926 году деревня являлась центром Радованского сельсовета Запонорской волости Орехово-Зуевского уезда Московской губернии.
С 1929 года — населённый пункт в составе Куровского района Орехово-Зуевского округа Московской области, с 1930-го, в связи с упразднением округа, — в составе Куровского района Московской области. В 1959 году, после того как был упразднён Куровской район, деревня была передана в Орехово-Зуевский район.
До муниципальной реформы 2006 года Радованье входило в состав Новинского сельского округа Орехово-Зуевского района.

## Население
В 1926 году в деревне проживало 329 человек (161 мужчина, 168 женщин), насчитывалось 70 хозяйств, из которых 63 было крестьянских. По переписи 2002 года — 9 человек (5 мужчин, 4 женщины).
| 1926 | 2002 | 2006 | 2010 |
| ---- | ---- | ---- | ---- |
| 329  | ↘9   | ↘5   | ↗13  |